# Кукленски манастир
Кукленски манастир „Свети Свети Козма и Дамян“ (известен също като „Свети Врач“, „Свети Врачове“ или „Свети Безсребърници“) е православен манастир в близост до Куклен, в Община Куклен, Област Пловдив, България.

## Местоположение
Намира се на 4 километра югозападно от Куклен и на 16 километра западно от Асеновград. Разположен е в живописните гънки на дела Чернатица от Западните Родопи.
Построен е до извор със смятана за лековита вода. Затова и манастирът носи името на Светите врачи Безсребреници Козма и Дамян с народно име „Свети Врач“. Посветен е на светите лечители Козма и Дамян. В манастира се пази като ценна реликва ръката на Свети Козма. Към манастира има и малка църква, за която се смята, че е една от най-старите християнски църкви в България.

## История
Няма единно становище кога точно е възникнал „Свети Свети Козма и Дамян“. За първи път за него се споменава още през ХІ век в един документ за имотите на Бачковския манастир. Според някои изследователи духовната обител е построена от грузинските братя Григорий и Абасий Бакуриани – основатели на Бачковския манастир.
Най-разпространената теза е, че Кукленският манастир е основан по време на Втората българска държава (XII – XIV век) около целебен извор. Аязмото е било познато и на древните траки, водите на което според преданията церят лудост. По време на царуването на цар Иван Александър (1341 – 1371 г.), манастирът е известен с книжовната си школа и културното си влияние.
Според редица данни, манастирът е останал невредим и през XVII век, по време на ислямизацията на Чепино, когато 33 манастира и 218 църкви между Костенец и Станимака са сринати до основи. Кукленският манастир е закрилян от турските власти, тъй като в него се лекували семействата на османските управници. За това загатва и народното предание, според което прогонените от потурнаците български монаси от Белочерковския манастир намерили убежище тук. Поради това не е изключено, след покоряването на България тук да са намерили убежище някои от учениците на Евтимий Търновски, които са го придружавали при заточаването му в близкия Бачковски манастир. Те именно е възможно да са пренесли от Търново в Кукленския манастир прочутия Иван Александров Песнивец от 1337 г. (съхранява се сега в библиотеката на БАН), който бил открит в ново време на тавана на манастирската църква.
През османското владичество сградата е разрушавана и съграждана на два пъти.
Историческите сведения свидетелстват за водената в Кукленския манастир активна книжовна и просветна дейност, дори и през най-тъмните векове на османската власт. Още през XVI в. като книжовници се изявили йеромонах Анани и йеромонах Сидор, които дошли тук от Горноводенския манастир. С течение на времето, манастирът укрепнал икономически и се превърнал в книжовно средище, където се подготвят граматици, краснописци и преписвачи на църковни книги. Станал известен не само по българските земи, но и в по-далечни страни.
В края на ХVІІ и началото на ХVІІІ в. светата обител е възстановена с помощта на родолюбиви българи от Пловдивско. За нейното добро материално положение през този период свидетелства една преписка от 1632 г. към триод от XVI в. През 1695 г. манастирът е бил посетен и от сръбски монаси. Духовни връзки поддържал и с атонските манастири, откъдето получил някои печатни богослужебни книги.
В края на XVII в. в манастира се оформила прочутата Кукленска художествено-калиграфска школа, в която работили добре подготвени книжовници и калиграфи и се обучавали млади граматици и краснописци. Част от ръкописното наследство от тази епоха се съхранява в Пловдивската народна библиотека „Иван Вазов“. Най-плодовитият от тях бил Кръстю Граматик, който макар и светско лице, преписал и илюстрирал доста богослужебни книги в манастира. Той е един от най-добрите български калиграфи от епохата на османската власт, голям майстор на декоративни букви, плетенична орнаментика и изящна миниатюра. Украсата на Кръстьовите минеи е описана от писателя и художник Николай Райнов в книгата му „Орнаментика и букви в славянските ръкописи на Народната библиотека в Пловдив“, издадена в София през 1925 г.
През Възраждането в манастира се помещава и килийно училище. В края на ХVІІІ и началото на ХІХ в. манастирът попада в ръцете на гръцки монаси. Новодомците замазват българските стенописи и изографисват върху тях подобни, но с гръцки надписи. В наше време, при реставрацията на манастирската църква са запазени и експонирани и двата стенописни слоя.
През 1891 г. в Кукленския манастир посяга на живота си пловдивския прокурор А. Митров, тъй като е обвинен в злоупотреба по служба.
Понастоящем манастирът е действащ женски. Храмовият празник се чества на 1 юли и на 1 ноември, когато се почита паметта на свети свети Козма и Дамян. За празник на манастира, както и на гр. Куклен, се смята и Петровден (29 юни). Тогава на поляните около манастира се организира голям събор, продължаващ 3 дни, като тук се стичат хора от цяла България. На храмовия празник 1 юли, от съборната църква се изнася чудотворната лечебна икона на св. Козма и Дамян и с нея се прави литийно шествие.

## Архитектура
Кукленският манастир представлява комплекс от жилищни и стопански сгради, 2 църкви – съборната „Св. св. Козма и Дамян“ (XV в.) и нов храм „Св. Благовещение“ (построен през 1950-те години), манастирско аязмо.
В старинния си вид от ХV-ХVІ в. манастирът се е запазил до 1920-те години, след което последователно са изгорели половината от северното и цялото южно крило. Сега са съхранени западното крило и части от северното. В оригиналния си замисъл манастирът е решен на три нива, оградени от обща дворна рамка. Най-долното от тях принадлежи към молитвената зона, а гостоприемницата, която започва от тук, преминава и на по-горното ниво, където е била стопанско-поклонническата зона. Монашеските килии, разположени в най-високата част, са били свързани от южната им страна със стопанския тракт. Основният комуникационен гръбнак лежи в центъра на пространството. Изключително ценен за българската архитектурна история е западният корпус, който е една от малкото в България запазени средновековни манастирски сгради.
Съборната църква „Св. св. Козма и Дамян“ е еднокорабна, едноапсидна сграда с две плитки конхи и с рамери – 22 х 8 м. Тя е с 2 притвора (нартекс и екзонартекс), като във външния са запазени лечебните железни вериги, с които са вързвани душевноболните. Планът на църквата наподобява гръцки кръст, като върху целия наос ляга голям сляп купол стъпващ върху островърхи висящи османски арки. Олтарната част е засводена напречно с огледален свод, свързваща се с наоса с огромна островърха арка. Островърхи са нишите от западната страна на старата църква, в които са вписани входа и страничните прозорци.
Външното архитектурно оформление на сградата е в доста опростен вид. Само няколкото плоскодънни надпрозоръчни ниши създават известно пластично разнообразие на фасадите. Погледната отвън, черквата изглежда внушителна, но за сметка на това, вътрешното ѝ пространство е твърде стеснено от масивния градеж и от високата олтарна преграда.
Сградата има три строителни етапа. Първият етап (датиран към XV в.) включва изграждането на квадратен наос, покрит с масивен сляп купол и просторна олтарна част с три полукръгли ниши. Вероятно през XVIII в. на запад от наоса е построен правоъгълен притвор, който е свързан с наоса чрез три отвора, завършващи с островърхи арки. През XIX в. към църковната сграда е прибавено обширно външно паянтово преддверие.
Цялата вътрешност на църквата, още при самото ѝ изграждане, е била покрита със стенопис. Обяснителните текстове към фреските са били изписани на старобългарски, което е свидетелство за българското църковно влияние в манастира през този период.
Стенописната украса на църквата също датира от няколко периода. От най-старите стенописи е запазена сцената „Страшният съд“ на източната стена на притвора, както и добре съхраненият образът на св. Архангел Михаил (ХVІ в.) в южната ниша. Преобладаващият слой стенописи са от 1862 г., когато в манастира се е чувствало силно гръцко църковно влияние. Тогава старите стенописи на храма, заедно със старобългарските надписи, са били замазани с вар и покрити с нови, не толкова художествено стойностни, стенописни изображения. В паянтовия притвор има стенописи от XIX в., които се отнасят към школата на народните примитиви.
В иконостаса на кукленската манастирска черква са били употребявани много стари икони, които са ценни произведения на българското иконописно изкуство. Особен интерес представлява иконата „Св. 40 мъченици“, която днес се съхранява в Националната галерия.

## Аязмо
Голямото богатство на манастира, с което е известен на длъж и шир, е смятаното за целебно аязмо. Издяланият върху мраморна плоча ктиторски надпис в Кукленската света обител в свободен превод гласи: „Целебен извор на Светите Безсребреници. Животворната вода на Свети Козма и Свети Дамян дава сила на душите и цери телата на онези, които идват при извора със своята вяра и черпят вода за всякакво изцеление. Тя изчиства нечистотиите на всички болести. Спомнете си за мене, смирения Игнатий, игумен на манастира „Св. Безсребърници“ в 1795 г. 1 септември.“
В притвора на манастирската черква има железни окови, които са 12 на брой, от които сега е останала само една. Навремето душевно болни поклонници били оковавани с тях към пода. и са оставали през нощта в църковния притвор. На сутринта над тях са се пеели молитви от монасите, след което те са били карани дотук – до аязмения извор, където са били обливани с вода. В началото, когато е започвало тяхното лечение обливането е ставало по следният начин: Монахът е обливал с вода бесноватия и е броял 1 – 2. На следващия ден процедурата се повтаряла, но този път 1-2-3. Лечението е продължавало до цифрата 2000.